# Letter to You (single)
Letter to You is een nummer uit 2020 van Amerikaanse zanger Bruce Springsteen en zijn E Street Band. Het is de eerste single van Springsteens gelijknamige 20e studioalbum.
"Letter to You" is een nummer met een vrolijk geluid, waarop Springsteen wordt begeleid door een voluit rockende E Street Band. Springsteen zingt over een brief, en er is veel gespeculeerd tot wie de schrijver zich richt. De brief heeft veel van een beginselverklaring, waarin de zanger benadrukt zich in zijn muziek altijd volledig gegeven te hebben, wat blijkt op de regels "I took all my fears and doubts", en "All the hard things I found out".
Het nummer kwam op de nummer 1-positie terecht in de Amerikaanse Adult Alternative Songs van Billboard, maar bereikte de Billboard Hot 100 niet. In Nederland bereikte het nummer helemaal geen hitlijsten, terwijl het in Vlaanderen de 12e positie behaalde in de Tipparade.